# Championnats d'Afrique de cyclisme sur route 2006
Navigation
Championnats d'Afrique 2005 Championnats d'Afrique 2007
Les Championnats d'Afrique de cyclisme sur route 2006 se sont déroulés du 10 au 12 novembre 2006 à Port-Louis (Maurice).

## Résultats
| Compétitions     | Or                | Argent        | Bronze                |
| Hommes           |                   |               |                       |
| Course en ligne  | Darren Lill       | Daniel Spence | Robert Hunter         |
| Contre-la-montre | Robert Hunter     | Dan Craven    | Daryl Impey           |
| Femmes           |                   |               |                       |
| Course en ligne  | Yolandi Du Toit   | Ronel van Wyk | Marissa van der Merwe |
| Contre-la-montre | Aurélie Halbwachs | Ronel van Wyk | Linda Davidson        |